# Łosiewice (osada leśna)
Łosiewice – osada leśna w Polsce położona w województwie mazowieckim, w powiecie węgrowskim, w gminie Łochów.